# Salmoè
Il salmoè è un antico strumento ad ancia semplice, usato nel tardo XVII e nel XVIII secolo.
Tra i vari nomi con i quali esso è stato indicato, vi sono scialumò, schalamaux, shalamo, salmò, chalimou, tutte forme derivate di chalumeau (al plurale chalumeaux), termine che a sua volta deriva, attraverso il latino calamus, dal greco κάλαμος (kàlamos), che significa "canna". Fu a partire da questo strumento che Johann Christoph Denner sviluppò il clarinetto, cercando di ampliarne l'estensione nell'acuto.
Hanno scritto concerti per questo strumento, tra gli altri, Antonio Vivaldi, Christoph Graupner, Georg Philipp Telemann e suo fratello Heinrich Matthias (1672-1746), che ne sono stati pure suonatori; dopo un secolo di vita, tuttavia, lo strumento cadde in disuso e il termine ed i suoi derivati passarono ad indicare il registro grave del clarinetto.